# Michaela Dittrichová
Michaela Dittrichová, rozená Sejnová (* 23. ledna 1992 Most) je česká herečka, zpěvačka a tanečnice, učitelka a cvičitelka aerobiku.

## Biografie
Pochází z města Most. Od útlého věku se věnovala aerobiku, který dělala i závodně. V předškolním věku také zpívala v dětském pěveckém sboru Permoníček, osm let se věnovala hře na housle, hrála divadlo v dětském dramatickém kroužku. Vystudovala Střední pedagogickou školu v Mostě. Herectví nikdy nestudovala, profesní život jí změnil konkurz na muzikál Děti ráje, kde dostala hlavní roli.
V roce 2006 se stala Dívkou roku v soutěži Miss Aerobic. Je patronkou projektu Hanky Kynychové – Hejbejte se a zpívejte s Hankou a Novou.
Účinkovala například v muzikálech Děti ráje (alternovala postavu Evy, královny diskotéky) a Kapka medu pro Verunku, kde alternovala postavu princezny Verunky. Vystupovala v roli Dominiky v seriálu Gympl s (r)učením omezeným (2012–2013) a v seriálu Doktoři z Počátků (2014–2015) televizní stanice Nova. V seriálech televize Prima Modrý kód (2017–2018) a Sestřičky Modrý kód (2020–2021) ztvárnila sestřičku Libušku a objevila se také jako Jolana v seriálu Eliška a Damián (2023).
Je vdaná za Jiřího Dittricha a mají spolu syna Matěje (* 2016) a dceru Elišku (* 2021).

## Divadelní a televizní role

### Divadlo[5]

#### Goja Music Hall
- 2009 – Děti ráje (Eva)

#### Divadlo Palace
- 2013 – Heslo morálka
- 2014 – Manželský poker
- 2018 – Dámy z Aniane
- 2019 – Be My Baby - Buď moje bejby (Glorie Nanceová)
- 2021 – Hledám ženu, nástup ihned (Helena Fosterová)
- 2023 – Vzpoura nevěst

#### Pixa-pro
- 2012 – Kapka medu pro Verunku (Verunka)
- 2014 – Sněhová královna
- 2016 – Alenka v říši divů
- 2018 – Královna Kapeska

#### Divadlo Kalich
- 2017 – Můj nejlepší kamarád (Soraya)

#### JT Promotion
- 2019 – Dva nahatý chlapi
- 2022 – Na Vánoce budu gay

### Televize[1]
2012 – 2013 Gympl s (r)učením omezeným (Dominika)
2013 – 2015 Doktoři z Počátků (sestra Markéta)
2017 – 2018 Modrý kód (sestra Libuška)
2020 – 2021 Sestřičky Modrý kód (sestra Libuška)
2023 – Eliška a Damián (Jolana)